# Unione Sportiva Callianetto
L'Unione Sportiva Callianetto est un club italien de balle au tambourin localisé à Castell'Alfero (Piémont). Ses couleurs sont le blanc et le bleu marine. Les deux équipes fanions du club évoluent, avec succès, parmi l'élite : Championnat d'Italie de balle au tambourin et Championnat d'Italie de balle au tambourin féminin. En 2009, club abandonne le nom d'US Callianetto-Torino pour celui d'US Callianetto.

## Histoire
Champions d'Italie chez les hommes et chez les femmes de 2004 à 2008, le club signe des doublés en Coupe d'Europe de 2005 à 2008.

## Palmarès

### Palmarès masculin
- Champion d'Italie : 2002, 2003, 2004, 2005, 2006, 2007, 2008, 2009 et 2010.
- Vainqueur de la Coupe d'Italie : 2002, 2003, 2004, 2005, 2006, 2008, et 2009.
- Vainqueur de la Coupe d'Europe des clubs champions : 2003, 2004, 2005, 2006, 2007, 2009, 2010, 2011 et 2012.

### Palmarès féminin
- Champion d'Italie : 2004, 2005, 2006, 2007 et 2008.
- Vainqueur de la Coupe d'Europe des clubs champions : 2005, 2006, 2007 et 2008.
- Vainqueur de la Coupe d'Italie : 2005, 2006, 2007 et 2008.

## références
1. 1 2  Seuls les principaux titres en compétitions officielles sont indiqués ici.